# Studium wozu frachtowego (rysunek Stanisława Masłowskiego)
Studium wozu frachtowego – studium rysunkowe polskiego malarza Stanisława Masłowskiego (1853–1926) z około 1875 roku, znajdujące się (2022) w zbiorach Muzeum Narodowego w Warszawie, opatrzone u dołu po prawej sygnaturą: „ST.MASŁOWSKI”.

## Opis
Niniejszy rysunek jest, pod względem dokumentacyjnej precyzji wykonania, zbliżony do „Studium drzwi kościoła w Jędrzejowie” i późniejszego o niemal dziesięć lat „Tragarza”. Przedstawia bryłę wypełnionego ładunkiem i zabezpieczonego od góry płachtami tkanin, wozu frachtowego. Zwraca uwagę staranny, niemal techniczny rysunek zarówno przestrzeni ładunkowej, jak i innych elementów zaprzęgu, na które składają się na przykład, dyszel wraz z okuciami i orczyki zaopatrzone w łańcuchy. Zamierzony cel rysownik osiągnął dzięki umiejętnemu stopniowaniu różnic walorowych. W dolnej części pracy, po prawej, widoczna jest sygnatura „ST.MASŁOWSKI”, a ponadto wyodrębniony szkic dyszla wraz z okuciami i orczykiem, a także szkic naczynia wykonanego z klepki drewnianej – produktu sztuki bednarskiej. Rysunek jest dokumentem dziewiętnastowiecznej sztuki rzemieślniczej – kołodziejskiej, bednarskiej i kowalskiej.

## Dane uzupełniające
Niniejsze studium rysunkowe było reprodukowane w: Stanisław Masłowski, Materiały do życiorysu i twórczości..., ilustracja poza tekstem nr 6 z podpisem: „‘Studium wozu frachtowego’, rys. oł, ok. 1875 r. Pracownia fot. Muzeum Narodowego w Warszawie”; w spisie ilustracji (s.356) ponadto dodano: „(Wł. Muzeum Narodowego w Warszawie)”
Omawiany rysunek pochodzi z wczesnego okresu twórczości – dwudziestoparoletniego, wówczas, artysty. Dowodzi ono jego dążenia do osiągnięcia, dokumentarnego autentyzmu otaczającej go rzeczywistości. Jest dowodem jego dążenia do „prawdy natury”, do realizacji szeroko znanych, podstawowych zaleceń jego nauczyciela – Wojciecha Gersona, by „rysować wszystko bez wyjątku – ziemię, kamienie, niebo, trawy, drzewa, wszelkie zwierzęta, nawet drobne, jak żaby i owady [...] nie opuszczać żadnej sposobności nastręczającej się do studiowania natury, tak w stanie spoczynku, jak i w stanie ruchu. [...] Wymienione wskazówki spotkały się z wrodzoną dyspozycją Masłowskiego; z żywiołową pasją tworzył on setki oryginalnych rysunków i dziesiątki drobnych akwarel, a niekiedy i olejów”
Porównując niniejsze „Studium wozu frachtowego” z innymi pracami artysty z tego samego roku, albo z sąsiednich lat – takimi, jak „Cyganka” (1877), albo „Dziewczynka ukraińska” (1878) – można uzasadnić pytanie: 'Czy pochodzą one od tego samego twórcy?' – tak dalece różnią się sposobem potraktowania tematu i techniką ich wykonania.
Studium – choć odległe tematycznie i w czasie – jest bliskie pod względem techniki rysunkowej i formy późniejszym o dziesięciolecie pracom Masłowskiego, w których Tadeusz Dobrowolski (1960) zwracał uwagę na zacieśnianie się (od około 1880 roku) „związków artysty z naturą i żywym modelem” i podkreślał, że dowodzą tego „doskonałe rysunki w rodzaju pełnego ekspresji 'Domokrążcy' z 1884 r.”. Należy wyjaśnić, że wymienionemu autorowi chodziło o odmiennie zatytułowany rysunek: 'Tragarz'.

## Literatura
- Polski Słownik Biograficzny, Wrocław – Warszawa – Kraków – Gdańsk, 1975, wyd. „Ossolineum”, tom XX/1, zesz. 84
- Tadeusz Dobrowolski: Nowoczesne malarstwo polskie, t. II, Wrocław – Kraków, 1960, wyd. Zakład Narodowy im. Ossolińskich – Wydawnictwo
- Stanisław Masłowski – Materiały do życiorysu i twórczości, oprac. Maciej Masłowski, Wrocław, 1957, wyd. „Ossolineum”
- Stanisław Masłowski Akwarele 12 reprodukcji barwnych, wstęp opracował i dokonał wyboru materiału ilustracyjnego Maciej Masłowski, Wydawnictwo Sztuka, Warszawa 1956